# Paraspio cirrifera
Paraspio cirrifera är en ringmaskart som beskrevs av Banse och Edward Hobson 1968. Paraspio cirrifera ingår i släktet Paraspio och familjen Spionidae. Inga underarter finns listade i Catalogue of Life.